# Якубия
Якубия (араб.  اليعقوبية‎, арм.  Յակուբիե; также Йякубия, Якуба, Йякуба) — село на северо-западе Сирии, административно входящее в район Джиср-Эш-Шугур, в мухафазе Иблид, расположенном к западу от города Идлиб на юго-востока от границы с Турцией. Расположено на лесистой горе над рекой Оронт на высоте 480 метров над уровнем моря.
Согласно Центральному статистическому бюро Сирии (ЦСБ), в Якубии по переписи 2004 года проживало 476 человек. Жители деревни в большинстве своем христиане, прихожане Армянской апостольской и Католической церкви. Окрестности населены преимущественно мусульманами-суннитами. В Якубии два храма Армянской Апостольской церкви: Святой Анны (арм. Սբ. Աննա) и Святой Рипсимы (арм. Սբ. Հռիփսիմե. Последний построен по подобию церкви Святой Рипсимэ в Вагаршапате. Существует также один храм Армянской Католической церкви.

## История
Якубия, также как и соседние Кесаб и Генамия, были заселены армянами между VIII и XII веками нашей эры.
В 1929 году благодаря усилиям Всеармянского благотворительного союза и диоцезы Алеппо Армянской Апостольской Церкви в деревне была построена армянская школа, где армянский язык преподается наряду с арабским.

### Гражданская война в Сирии
С 2011 года в Сирии идёт гражданская война. В конце января 2013 года Якубия была захвачена Свободной сирийской армией. Большинство боёв проходили за блокпост сирийской армии на въезде в деревню, правительственные войска впоследствии отступили в Джиср аш-Шугур. Хотя инфраструктура Якубии не была значительно повреждена, и ни одного жителя в ходе столкновений убито не было, многие из заброшенных домов и предприятий были разграблены. Повстанцы захватили несколько пустующих домов в деревне, утверждая, что они получили разрешение от владельцев. По словам местных жителей, многие из армян Якубии бежали из деревни, в то время как большинство католиков осталось.